# Svatoňovice (stacja kolejowa)
Svatoňovice – stacja kolejowa w Svatoňovicach, w kraju morawsko-śląskim, w Czechach. Znajduje się na wysokości 550 m n.p.m.
Jest zarządzana przez Správę železnic i obsługiwana regularnymi pociągami ČD. Na stacji nie ma możliwość zakupu biletów, a obsługa podróżnych odbywa się w pociągu.

## Linie kolejowe
- 276 Suchdol nad Odrou - Budišov nad Budišovkou